# Maci Laci és a repülő bárka
A Maci Laci bárkája (eredeti cím: Yogi's Ark Lark) 1972-ben bemutatott amerikai televíziós rajzfilm, amelyet Joseph Barbera és William Hanna rendezett és alkotott.
Amerikában 1972. szeptember 16-án mutatták be a televízióban.

## Cselekmény
A Jellystone Nemzeti Park a környezetszennyezés miatt annyira rossz állapotba került hogy a lakói úgy döntenek hogy elköltöznek. Az új hely kereséséhez barátjuk egy propellerrel repülő járművet készít. Ezután számtalan kalandban van részük, a föld változatos tájait látogatják meg. A kedvező körülmények ellenére mindenütt olyan problémával találkoznak, ami miatt a továbbindulás mellett döntenek. Végül visszatérnek, mert rájönnek hogy a saját otthonuk az ideális, és érdemes foglalkozni a takarításával és tisztán tartásával.

## Szereplők
| Hang            | Szereplő |
| --------------- | --- |
| Daws Butler     | Maci Laci, Foxi Maxi, Nyeg Leó, Paci Lóca, Lojzi Baba, Belekuty, Peti Potamus, Alfi Gátor, Lippy Ori, Finci, Bori és Turpi úrfi |
| Don Messick     | Bubu, Atom Anti, Touché Teki, Inci, Szoszo és Moby Dick                                                                         |
| John Stephenson | Kutyapa, Benő és Haha Hardy |
| Henry Corden    | Mormogi papa és Kamionos #1 |
| Allan Melvin    | Magilla Gorilla és Kamionos #2                                                                                                  |
| Jean Vander Pyl | Mormogi mama, Mormogi Flóri és Nő                                                                                               |
| Walker Edmiston | Polip Pali és Hápi Dudli |
| Lennie Weinrib  | Noé kapitány |